# Zbigniew M. Bocheński
Zbigniew M. Bocheński (* 1962) ist ein polnischer Wirbeltier-Paläontologe und Ornithologe, der sich mit fossilen und rezenten Vögeln befasst.
Bocheński ist der Sohn des Paläornithologen Zygmunt Bocheński. Er ist habilitiert und Wissenschaftler am Institut für Systematik und Evolution der Tiere der Polnischen Akademie der Wissenschaften in Krakau.
Er befasst sich mit Osteologie (zum Beispiel der Rabenvögel, mit Teresa Tomek), Paläontologie und Taphonomie von Vögeln, unter anderem Vogelfossilien aus dem Oligozän in Polen. Außerdem befasste er sich mit dem den Beute-Vorlieben von Eulen und Greifvögeln.
Er erstbeschrieb unter anderem mit Zygmunt Bocheński einen Kolibri (Eurotrochilus noniewiecsi) aus dem Eozän, dessen Fossilien bei Jasła in den polnischen Karpaten gefunden wurden.
Mit Teresa Tomek (* 1945), Krzysztof Wertz und Ewa Swidnicka beschrieb er 2013 einen Sperlingsvogel aus dem frühen Oligozän Polens (gefunden bei Rzeszów), Resoviaornis jamrozi. Er ist nach dem Finder (Albin Jamroz, ein Amateur-Paläontologe) und Fundort benannt.
Mit Kenneth E. Campbell (* 1943) untersuchte er auch Vogelfossilien aus den Teergruben von La Brea, zum Beispiel einen ausgestorbenen Truthahn und zwei kleine Eulen Glaucidium kurochkini und Asphaltoglaux cecileae.

## Veröffentlichungen (Auswahl)
- mit Zygmunt Bocheński und Teresa Tomek: A history of Polish birds. Institut für Systematik und Evolution der Tiere, Polnische Akademie der Wissenschaften, Krakau 2012.
- mit Teresa Tomek: A Key for the Identification of Domestic Bird Bones in Europe: Galliformes and Columbiformes. Institut für Systematik und Evolution der Tiere, 2009.
- mit Teresa Tomek: The Comparative Osteology of European Corvids (Aves: Corvidae): With a Key to the Identification of Their Skeletal Elements. Polnische Akademie der Wissenschaften, 2000.